# Paul Tang
Paul Johannes George Tang (Haarlem, 23 april 1967) is een Nederlands econoom en politicus voor de Partij van de Arbeid (PvdA). Hij is sinds 30 mei 2024 wethouder in Almere. Eerder was hij van 2007 tot 2010 lid van de Tweede Kamer der Staten-Generaal en van 2014 tot 2024 lid van het Europees Parlement.

## Jeugd en opleiding
Paul Tang groeide op in Alkmaar. Hij studeerde economie aan de Universiteit van Amsterdam (UvA). In 1991 studeerde hij cum laude af. Vervolgens was hij werkzaam als assistent-in-opleiding aan de Katholieke Universiteit Brabant en als onderzoeker-in-opleiding aan de UvA. 

## Loopbaan

### Start loopbaan
Van 1995 tot 2005 was Tang verbonden aan het Centraal Planbureau. Hier werkte hij onder meer aan 'Four futures of Europe', een analyse van de uitdagingen voor de Europese Unie en haar lidstaten.
In september 2005 trad hij in dienst van het ministerie van Economische Zaken, in de functie van plaatsvervangend directeur directie Algemene Economische Politiek. Ondertussen was Tang in 2000 gepromoveerd in de Economische Wetenschappen; een van zijn promotoren was politicus Rick van der Ploeg. Hij schreef diverse wetenschappelijke artikelen over economische onderwerpen.

### Tweede Kamer
Bij de Tweede Kamerverkiezingen 2006 stond Tang 35e op de kandidatenlijst van de PvdA, te laag om direct gekozen te worden. Aangezien een aantal Kamerleden van zijn partij tot het kabinet-Balkenende IV toetrad, werd Tang op 1 maart 2007 alsnog geïnstalleerd als parlementslid.
Tang hield zijn maidenspeech op 11 april 2007 bij het spoeddebat over topinkomens. In dat onderwerp beet hij zich vast met voorstellen als een milieubonus voor de Schiphol-top, de claw-back van onbedoelde bonussen, het bevriezen van beloningen bij fusies en overnames. Uit woede over het bonusbeleid bij ING zegde hij zijn rekening op. Half 2007 volgde hij Ferd Crone op als financieel en fiscaal woordvoerder van de PvdA-fractie en maakte de kredietcrisis van dichtbij mee.
Op 14 september 2009 werd bekend dat Tang de Macro-Economische Verkenningen voor 2010 had gelekt aan RTL Nieuws, door een fout van RTL. Van wie de Miljoenennota afkomstig was bleef onbekend. Als straf mocht hij een maand lang niet het woord voeren op zijn beleidsterrein. In 2008 besprak Tang ook al de inhoud van de toen nog geheime miljoenennota op de radio samen met Agnes Kant en Frans Weekers.
Tang stelde zich niet herkiesbaar bij de Tweede Kamerverkiezingen 2010, waardoor hij na de verkiezingen uit de Kamer verdween. Daarna was hij zelfstandig ondernemer en schreef hij columns in de Groene Amsterdammer. Hij was de initiatiefnemer van de Taskforce Verzilveren. Dit was een initiatief om te kijken hoe mensen de overwaarde van een eigen huis kunnen verzilveren als het inkomen of pensioen ontoereikend is.

### Europees Parlement

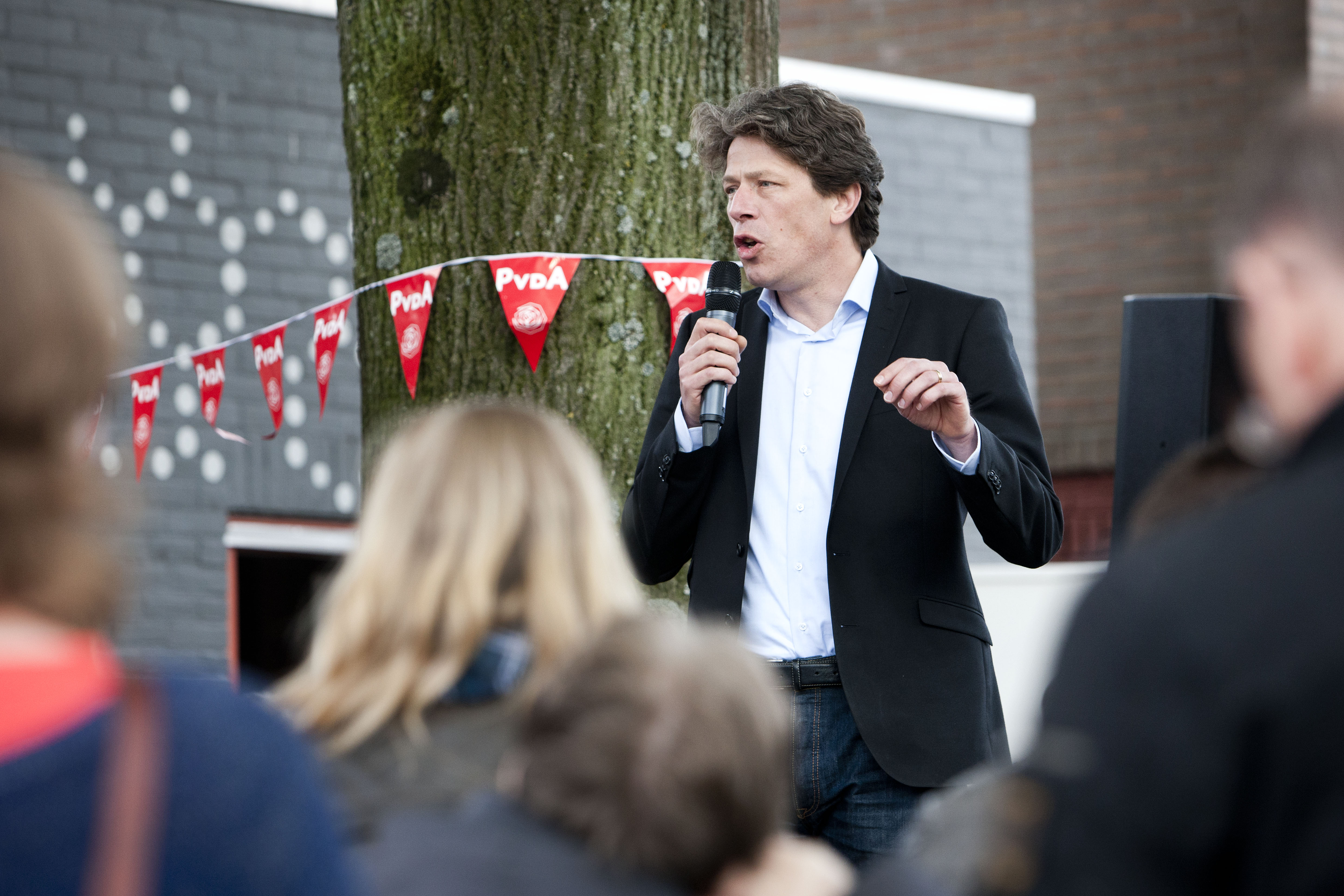
Tang in 2014 op campagne voor de Europese verkiezingen

#### Eerste mandaat Europees Parlement (2014-2019)
Voor de Europese verkiezingen van 2014 was Tang gekozen als lijsttrekker namens de Partij van de Arbeid, met in de eerste ronde 52% van de stemmen. Hij pleitte voor een werkloosheidsnorm als tegenhanger van een begrotingsnorm. Bij de verkiezingen behield de PvdA drie zetels. Op 1 juli 2014 werd Tang lid van het Europees Parlement en delegatieleider van de PvdA.
Hij werd lid van de commissies Economische en Monetaire zaken (ECON), Begroting (BUDG) en plaatsvervangend lid van commissie Industrie, Onderzoek en Energie (ITRE). In februari 2015 nam Tang zitting in de speciale onderzoekscommissie van het Europees Parlement naar belastingafspraken tussen lidstaten en multinationals. Deze commissie was ingesteld naar aanleiding van de LuxLeaks onthullingen waaruit bleek dat Luxemburg enorme belastingvoordelen gaf aan sommige multinationals.
Na de onthullingen van Panama Papers over belastingontwijking en -ontduiking door bedrijven, criminelen en vermogende individuen werd in juli 2016 een enquêtecommissie ingesteld. In december 2015 werd Paul Tang namens het Europees Parlement verantwoordelijk geworden voor de nieuwe wetgeving op het gebied van Simpel Transparante en Gestandaardiseerde (STS) securitisatie. Als rapporteur van het Europees Parlement liet hij in maart commissaris Hill weten niet overhaast te werk te willen gaan. Securitisatie was in 2008 een van de oorzaken van de financiële crisis. Dit vormde voor Tang de reden dat het rapport zwaarder inzet op toezicht en meer transparantie vereist over de leningen die worden doorverkocht. Banken en financiële instellingen wilden graag dat het Europees Parlement haast maakt met de nieuwe wetgeving en waren dan ook niet blij met de houding van Tang.
Op 24 november 2016 werd Paul Tang aangewezen als rapporteur op de richtlijn voor een Europese Gemeenschappelijke Heffingsgrondslag voor de Winstbelasting van bedrijven (Common Corporate Tax Base ofwel CCTB). Dit voorstel voorziet in de harmonisatie van winstbelastingen voor multinationals in de EU en zal betekenen dat de winstbelasting voor grote internationale bedrijven in heel de Europese Unie op een gelijke manier wordt berekend. Het doel is om belastingontwijking lastiger te maken en tegelijkertijd meer duidelijkheid te creëren voor multinationals over de te betalen winstbelasting in verschillende EU lidstaten. De gemeenschappelijke grondslag is verbonden aan een tweede wetsvoorstel die voorstelt om winstbelasting binnen de EU te consolideren en toe te kennen aan lidstaten, CCCTB genaamd. Gezamenlijk zullen deze twee richtlijnen ervoor zorgen dat grote bedrijven niet meer met hun winsten kunnen schuiven naar lidstaten met het voordeligste belastingregime en wordt ook de oneerlijke concurrentie opgeheven van multinationals ten opzichte van MKB bedrijven die wel winstbelasting betalen in het land waar ze actief zijn.
In december 2017, bij de behandeling van de Panama Papers, diende Tang een amendement in, dat aan een lijst van externe belastingparadijzen er vijf interne toevoegde: Luxemburg, Malta, Cyprus, Ierland en Nederland. De stemmen staakten bij 327 tegen 327, doordat een voorstander per abuis tegen had gestemd. Bij een volgende gelegenheid, in maart 2019, wist Tang alsnog het amendement door het parlement te loodsen.
In september was Tang nauw betrokken bij de positie van het Europees Parlement over het EU Action Plan on Sustainable Finance. Verder lukte het in 2019 hem als rapporteur om verordening over de streep te trekken waarmee investeerders transparantie over impact op mens en milieu (ESG) kunnen bieden. De verordening (Sustainable Finance Disclosure Regulation) massaal door investeringsfondsen toegepast.
In december 2018 was Tang vanuit de commissie Economische zaken rapporteur op het voorstel voor een Digitale Dienstenbelasting. Zijn rapport werd met een overgrote meerderheid aangenomen. In maart 2019 was er in de Raad Economische en Financiële Zaken geen unanimiteit over het door het parlement gewijzigde voorstel, waardoor het voorstel op de lange baan is geschoven, in afwachting van onderhandelingen op OESO-niveau. In april 2019 presenteerde Tang daarom met Tweede Kamerlid Henk Nijboer een initiatiefwet voor een Nederlandse Digitale Dienstenbelasting.

#### Tweede mandaat Europees Parlement (2019-2024)
Voor de Europese verkiezingen van 2019 stond Tang op de derde plek van de kandidatenlijst van de PvdA. De partij kreeg 6 van de 26 zetels, waarmee Tang opnieuw verkozen werd in het Europees Parlement. Wederom nam Tang zitting in de commissie Economische en Monetaire Zaken (ECON). Daarnaast werd hij plaatsvervangend lid van de commissie Burgerlijke Vrijheden, Binnenlandse Zaken en Justitie (LIBE).
In de tweede periode werkte Tang volop aan duurzame financiering (sustainable finance). Zo was Tang schaduwrapporteur op het EU Taxonomy-voorstel dat, als onderdeel van het eerdergenoemde EU Action Plan on Sustainable Finance, Europese uniforme criteria stelt om te bepalen of investeringen duurzaam zijn. Verder was hij rapporteur voor de Europese groene obligaties. Hij legde onder meer de nadruk op onafhankelijke audits en op transitieplannen, die financiering van op termijn duurzame activiteiten mogelijk maken. Op het gebied van digitaal beleid, was Tang de enige Nederlandse onderhandelaar betrokken bij de Digital Services Act (DSA), de wet die als doel heeft online diensten veiliger en betrouwbaarder te maken. Experts vermoedden vooraf dat dit wereldwijd de meest belobbyde wet zou worden. Tang was namens het Europees Parlement een van de rapporteurs op het DSA-initiatiefrapport in 2020 en diende als initiator van de Europese Tracking-free Ads Coalitie — een coalitie van politici, NGO’s en bedrijven die werd opgericht om tracking advertenties te verbieden op het internet — verschillende succesvolle amendementen in tegen tracking en targeting. In de finale wetstekst heeft dit geleid tot een verbod op profileren middels verwerking van bijzondere persoonsgegevens en minderjarigen.
Het akkoord op de DSA werd parallel aan de behandeling van de zusterwet DMA (Digitale Marktenwet) behandeld, waar Tang eveneens als onderhandelaar bij betrokken was. Deze wet richt zich op het beperken van marktmacht van de Big Tech. Zo bepleitte hij interoperabiliteit om meer keuze voor gebruikers te krijgen en minder macht voor de tech-bedrijven. In navolging van de DSA, initieerde Tang met de Tracking-free Ads Coalitie opnieuw amendementen op de Politieke Advertenties Verordening. Als schaduwrapporteur in de justitiecommissie (LIBE) onderhandelde Tang mee over deze wet.
Verder heeft Tang zich beziggehouden met de omstreden wet die online kinderlokken (grooming) en het verspreiden van kinderporno moet tegengaan. Zijn inzet om het massaal scannen van alle, versleutelde en onversleutelde communicatie uit de wet te schrappen is door een grote meerderheid van het Europees Parlement overgenomen. Binnen de justitiecommissie (LIBE) heeft Tang zich eveneens bezig gehouden met wetgeving op het terrein van gegevensuitwisseling tussen politiediensten (Prum II) en tussen Passenger Information Units en luchtvaartmaatschappijen (Advanced Passenger Information) om terrorisme en grensoverschrijdende misdaad te bestrijden. Tang heeft in de onderhandelingen succesvol verschillende maatregelen voorgesteld die fundamentele rechten van burgers beter beschermen.
Op zijn aandringen is in september 2020 de subcommissie voor Belastingzaken opgericht waarvoor Tang is gekozen als voorzitter. Deze subcommissie van de commissie Economische en Monetaire Zaken is opgezet om te assisteren in belasting-gerelateerde wetgeving, vaak in het teken van de strijd tegen belastingontwijking en belastingontduiking. De FISC-subcommissie is het enige openbare platform waar Europese en internationale belastingwetgeving publiekelijk wordt besproken en onder de loep wordt genomen.
Onder het voorzitterschap van Tang begon de FISC-commissie een Tax Tour. Het doel hiervan was kennisuitwisseling tussen het Europees Parlement, nationale parlementen en het maatschappelijk middenveld. Dit bracht de delegaties van de subcommissie langs Ierland, Luxemburg, Nederland, Zwitserland, het Verenigd Koninkrijk en Singapore, Frankrijk en de Verenigde Staten. In sommige landen wordt de nood tot verandering niet even sterk ervaren als in andere. Hierdoor blijft het probleem voortbestaan. Met Tax Tour wordt inzicht vergaard over de knelpunten in de aanpak van belastingontwijking en worden de landen aangesproken op hun verantwoordelijkheid om belastingontwijking tegen te gaan.
Naast de Tax tour organiseerde Tang tezamen met de Europese Commissie het Tax symposium. Dit twee daags Europese belasting conferentie had als doel om de toekomst van belastingheffing in Europa te bespreken. Tijdens dit symposium spraken afgevaardigde van het IMF en de OECD, Ministers en politici uit diverse Europees landen, Euro-commissarissen en parlementariërs maar ook academici en afgevaardigde uit het bedrijfsleven.
Aansluitend is de aanpak van witwassen. Tang is de co-rapporteur voor de 6e witwasrichtlijn (AMLD) en eveneens betrokken bij de oprichting van de Europese autoriteit tegen witwassen (AMLA). Inzet is onder meer om de informatie over wie wat waar heeft te verbeteren en te verbreden.
Als lid van de ECON-commissie is Tang ook betrokken bij wetgeving over investeringsfondsen AIFMD met het doel investeerders beter te beschermen tegen ondoorzichtige constructies.
Tang is ook namens de Europese sociaaldemocraten verantwoordelijk voor de onderhandelingen over de wetgeving omtrent de digitale euro.
Paul Tang heeft vroegtijdig aangekondigd zich niet voor de derde termijn in het Europees Parlement te kandideren.

### Wethouder in Almere
Tang werd op 30 mei 2024 benoemd tot wethouder in Almere. Deze post was vrijgekomen nadat ChristenUnie en de VVD zich hadden teruggetrokken uit het lokale college, en GroenLinks en PvdA toetraden tot een coalitie met D66, SP, PvdD, Leefbaar Almere en CDA. Als wethouder is hij belast met volkshuisvesting, ruimtelijke ordening, grondbedrijf, omgevingsvergunningen en sport.

## Persoonlijk
Paul Tang is getrouwd en is vader van twee kinderen. Hij woont in Amsterdam maar is fan van AZ. Hij is een fervent voetballiefhebber en moest na gewonnen campagne als lijsttrekker stoppen als voorzitter van de voetbalvereniging SDZ.
- Parlement.com: vhekc59myknp